# باريت ويلوبي
باريت ويلوبي (بالإنجليزية: Barrett Willoughby)‏ (1886، ألاسكا في الولايات المتحدة - 1959، بيركيلي في الولايات المتحدة)؛ كاتِبة وروائية أمريكية.